# Thorius narisovalis
Thorius narisovalis är en groddjursart som beskrevs av Taylor 1940. Thorius narisovalis ingår i släktet Thorius och familjen lunglösa salamandrar. IUCN kategoriserar arten globalt som akut hotad. Inga underarter finns listade i Catalogue of Life.